# Maryse Éwanjé-Épée
Maryse Éwanjé-Épée, po mężu Maury (ur. 4 września 1964 w Poitiers) – francuska lekkoatletka, skoczkini wzwyż.
Dwukrotnie brała udział w igrzyskach olimpijskich – 10. lokata w Los Angeles (1984) oraz 4. miejsce w Seulu (1988). Trzykrotnie zdobywała medale halowych mistrzostw Europy. Złota medalistka igrzysk śródziemnomorskich (Casablanca 1983) oraz igrzysk frankofońskich (Casablanca 1989), brązowa Uniwersjady (Edmonton 1983). W 1985 i 1989 wygrała konkurs skoku wzwyż podczas rozgrywanego Finału "B" Pucharu Europy, czym pomogła w obu przypadkach żeńskiej reprezentacji Francji wygrać te zawody. Piętnastokrotnie zdobywała złote medale mistrzostw Francji.
Jej młodsza siostra – Monique Éwanjé-Épée z powodzeniem uprawiała biegi płotkarskie.

## Rekordy życiowe
- skok wzwyż – 1,96 (1985) rekord Francji (wyrównany w 2007 przez Mélanie Melfort)